# Кастеллан (округ)
Кастелан (фр. Castellane) — округ (фр. Arrondissement) во Франции, один из округов в регионе Прованс-Альпы-Лазурный берег. Департамент округа — Альпы Верхнего Прованса. Супрефектура — Кастеллан.
Население округа на 2006 год составляло 9 238 человек. Плотность населения составляет 7 чел./км². Площадь округа составляет всего 1320 км².